# Солнцев, Евгений Александрович
Евге́ний Алекса́ндрович Со́лнцев (род. 28 сентября 1980, Воронеж, Воронежская область, РСФСР, СССР) — российский государственный и политический деятель. Временно исполняющий обязанности губернатора Оренбургской области с 26 марта 2025 года. Председатель правительства Донецкой Народной Республики (30 марта 2023 — 26 марта 2025).

## Биография

### Ранние годы и образование
Родился 28 сентября 1980 года в Воронеже. В 2002 году окончил Воронежский государственный архитектурно-строительный институт по специальности «промышленное и гражданское строительство», в 2010 году — аспирантуру Московского государственного строительного университета.
В 2010 году в МГСУ защитил диссертацию на тему «Методические основы территориально-пространственного развития объектов олимпийских поселений (на примере транспортной инфраструктуры олимпийских объектов Сочи)» и получил степень кандидата технических наук.

### Карьера
После окончания института работал мастером, прорабом. С 2 февраля 2004 по 16 июля 2006 года — заместитель начальника, затем заместитель управляющего (с 20 февраля) строительно-монтажным трестом «Желдортрест» (филиал ОАО «РЖД»). С 18 июля 2006 по 27 августа 2007 года — руководитель управления проектом ГУП № 2 специализированного бюро по внедрению проектных методов управления ОАО «Росжелдорстрой». 28 августа 2007 года был назначен заместителем управляющего по строительству — начальником управления строительством «Спецмостотреста» (филиала Росжелдорстроя). С 6 февраля по 17 июля 2008 года — начальник производственно-технического управления ОАО «Росжелдорстрой».
С 21 июля 2008 по 30 июня 2014 года — начальник службы заказчика по строительству объектов железнодорожного транспорта на Черноморском побережье юга России. 1 июля 2014 года Солнцев занял должность начальника иркутской группы заказчика по строительству объектов железнодорожного транспорта дирекции РЖД. С 21 сентября 2015 по 31 августа 2016 года работал заместителем начальника дирекции по комплексной реконструкции железных дорог и строительству объектов железнодорожного транспорта РЖД (по развитию Байкало-Амурской магистрали).
С 1 сентября 2016 года был начальником дирекции по комплексной реконструкции железных дорог и строительству объектов железнодорожного транспорта — филиала ОАО «РЖД». Впоследствии работал помощником министра строительства и жилищно-коммунального хозяйства РФ.
8 июня 2022 года Евгений Солнцев был назначен заместителем председателя правительства Донецкой Народной Республики Виталия Хоценко. 11 ноября занял должность первого заместителя главы правительства ДНР. Курировал сферу территориального развития, жилищной политики, строительства, ЖКХ, транспорта региона и прочего.
30 марта 2023 года временно исполняющий обязанности главы ДНР Денис Пушилин назначил своим указом Евгения Солнцева председателем правительства ДНР.

### Врио губернатора Оренбургской области
Указом Владимира Путина от 26 марта 2025 года № 179 назначен временно исполняющим обязанности губернатора Оренбургской области.

## Санкции
26 сентября 2022 года, на фоне вторжения России на Украину, попал под санкции Великобритании из-за проведения референдумов на оккупированных территориях Украины. 29 сентября 2022 года внесён в санкционный список Канады «соратников режима» в отношении чиновников на оккупированных Россией территориях Украины «за содействие и поддержку фиктивных референдумов президента Путина». 6 октября 2022 года включён в санкционный список стран Евросоюза как «так называемый „заместитель Председателя Правительства ДНР“». По аналогичным основаниям находится под санкциями Швейцарии, Украины, Японии и Новой Зеландии.

## Награды
- Почётная грамота ОАО «РЖД» (2 апреля 2010);
- Благодарность президента ОАО «РЖД» (28 июня 2011);
- Именные часы президента ОАО «РЖД» (13 февраля 2012);
- Знак «Почётный железнодорожник ОАО „РЖД“» (27 февраля 2014);
- Именное оружие — кортик офицерский (26 мая 2014);
- Орден Почёта (1 сентября 2014);
- Памятная медаль «XXII Олимпийские зимние игры и XI Паралимпийские зимние игры 2014 года в г. Сочи» (26 декабря 2014);
- Благодарность вице-президента ОАО «РЖД» (29 марта 2017);
- Почётный знак Правительства Воронежской области «Благодарность от земли Воронежской» (9 августа 2017);
- Юбилейный нагрудный знак «180 лет железным дорогам России» (16 ноября 2017)[2];
- Почётная грамота президента РФ (2018)[1];
- Благодарность Правительства Российской Федерации;
- Орден Дружбы;
- Знак «Почётный строитель Российской Федерации»;
- Знак «Почётный работник жилищно-коммунального хозяйства Российской Федерации»;
- Почётный знак Министерства строительства и жилищно-коммунального хозяйства Российской Федерации.